# Taiga
Taiga of boreaal woud is een bioom dat wordt gekenmerkt door uitgestrekte, koude en vochtige naaldwouden. Het Russische woord tajgá (тайга́), dat naaldwoud betekent, is afkomstig uit het Mongools.
De gebieden die met 'taiga' worden aangeduid, vormen samen het grootste bosgebied op aarde: het omvat grote delen van Scandinavië, Canada, Rusland en Mongolië. Het is het noordelijkste gebied waar (merendeels) naaldbomen en de daarvan afhankelijke diersoorten en vegetatie kunnen overleven.
Tachtig procent van de bomen in de vochtige bosgebieden van de taiga bestaat uit dennen, sparren, zilversparren en lariksen. Deze bomen zijn, in tegenstelling tot de meeste loofbomen, tegen de strenge winters bestand. Echter ook loofbomen als berken, enkele soorten populier, wilgen en lijsterbes komen er voor.
Venen en de hierbij behorende planten komen in deze zone veel voor en bedekken het grootste deel van de binnenlanden van Canada en noordelijk Rusland. In de grond ligt veel koolstof in de vorm van plantenresten opgeslagen. Bij het warmer worden van deze gebieden zal methaan vrijkomen, wat het broeikaseffect versterkt.
Een aanzienlijk aantal vogels, zoals de Siberische lijster, goudlijster en zwartkeellijster, migreert naar dit gebied om profijt te trekken van de lange zomer en de overvloed aan insecten in dit seizoen.
Zowel sommige zaadetende vogels als roofvogels blijven ook in de winter in dit gebied. Voorbeelden zijn de kruisbek, steenarend, raaf en de ruigpootbuizerd.
Relatief weinig zoogdieren zijn in staat de strenge winters te overleven. Soorten die dat wel kunnen zijn onder andere de bever, bizons, bruine beer, lemming, lynx, rendier, sneeuwhaas, poolvos, wolf en verschillende leden van de marterachtigen, zoals de boommarter en de veelvraat, 
De neerslag bedraagt tussen de 40-85 cm/jaar, in de vorm van regen, sneeuw en mist.
De bodem van de taiga is door de vegetatie erg zuur: wanneer de van de bomen gevallen naalden verteren, scheiden ze een zuur af dat andere planten dan naaldbomen belemmert in hun groei. Dit verschijnsel staat bekend als allelopathie. Een dergelijke zure bodem kan ook ontstaan in andere biomen, zoals gematigde loofbossen of gemengde bossen onder specifieke klimaatomstandigheden.
De belangrijkste factoren bij de ontwikkeling van het taigabioom zijn de lange winter, de lage temperatuur die planten- en dierenleven beperkt, en de blootstelling aan de zon in de zomer.
Het boreaal woud wordt sedert 2000 in toenemende mate geteisterd door natuurbranden.

## Afbeeldingen

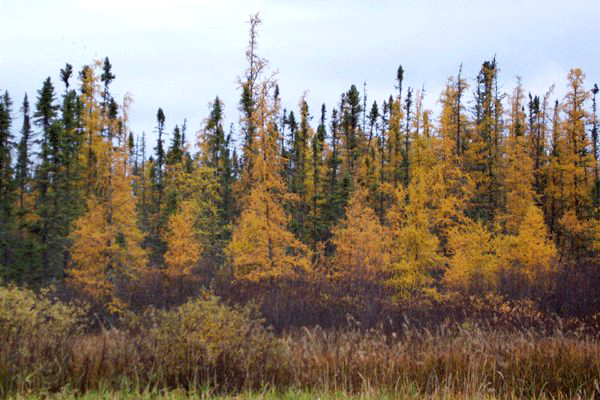
Geelkleurige Amerikaanse lariks (Larix laricina) met groenkleurige zwarte spar erachter in noordelijk Minnesota (VS)
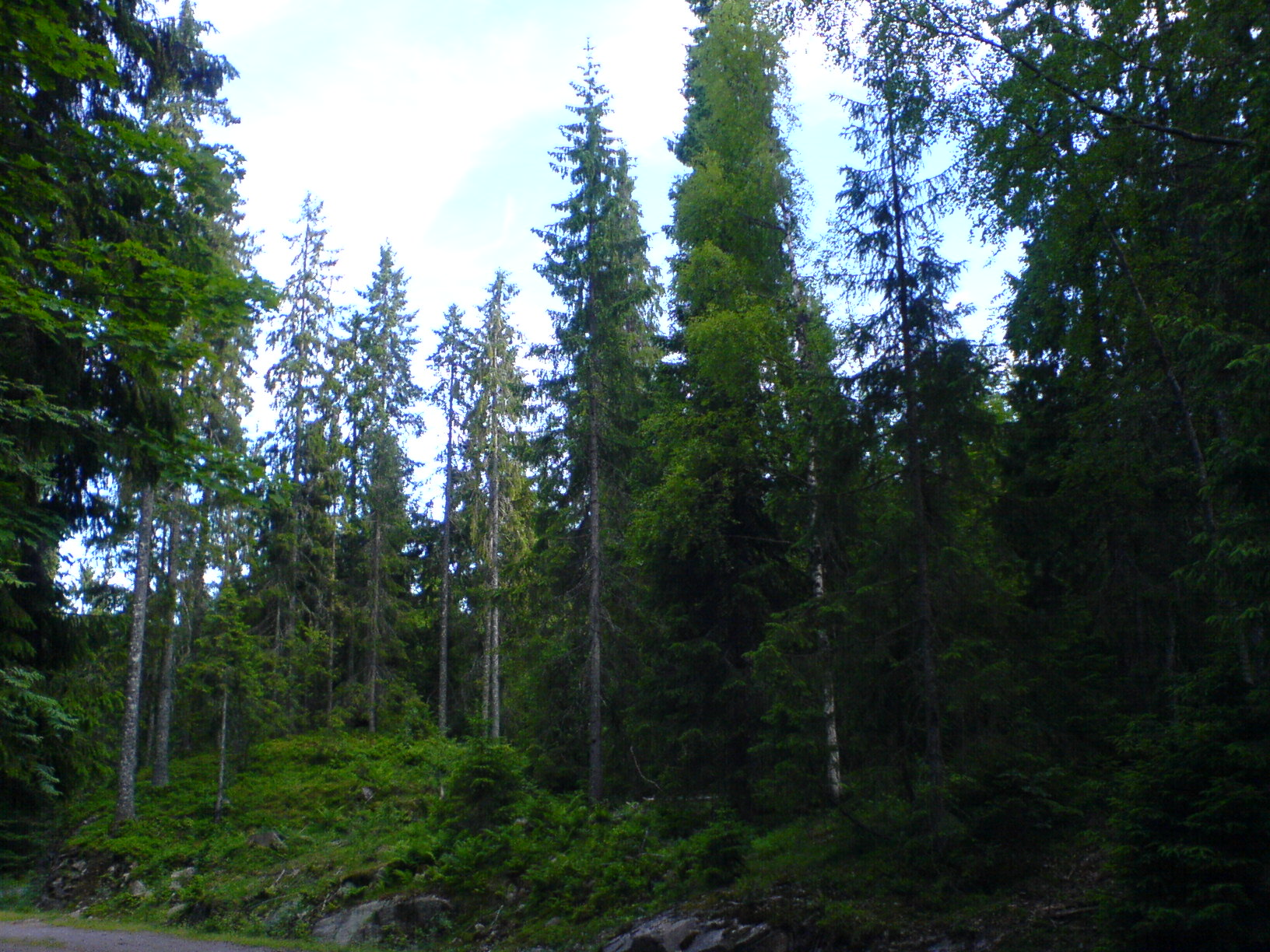
Oud gemengd fijnsparbos in de gemeente Andebu in de Zuid-Noorse provincie Vestfold
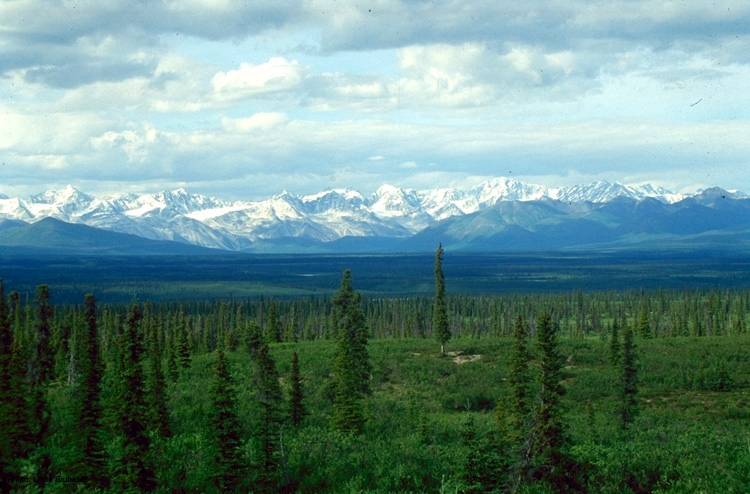
Witte spar (Picea glauca) langs de Denali Highway in Alaska (VS)
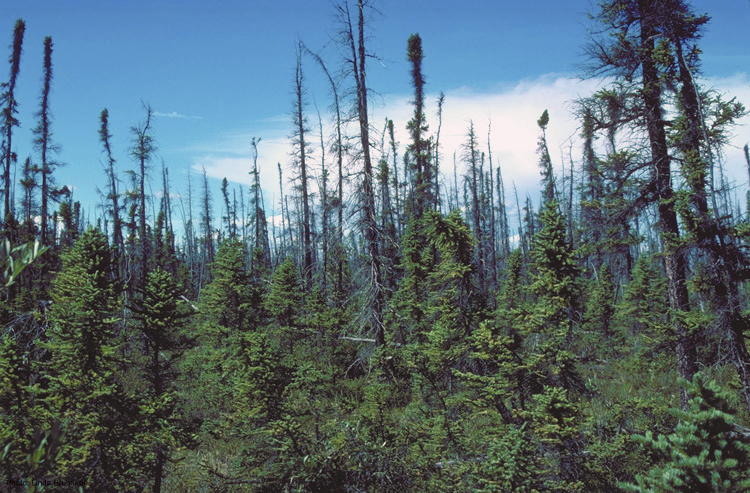
Zwarte spar langs de Koperrivier in Alaska
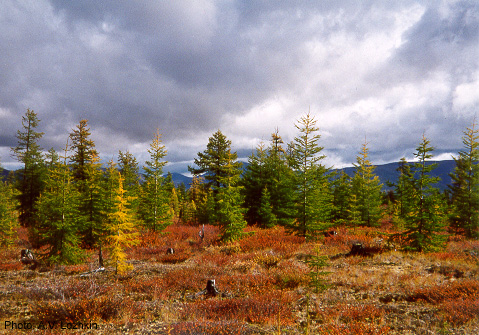
Aziatische larix (Larix gmelinii) in de regio rond de Kolyma in noordoost Siberië
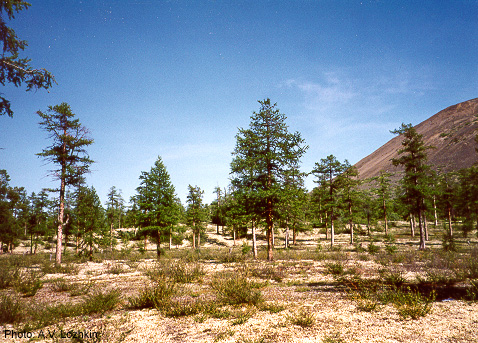
Aziatische larix rond de Kolyma
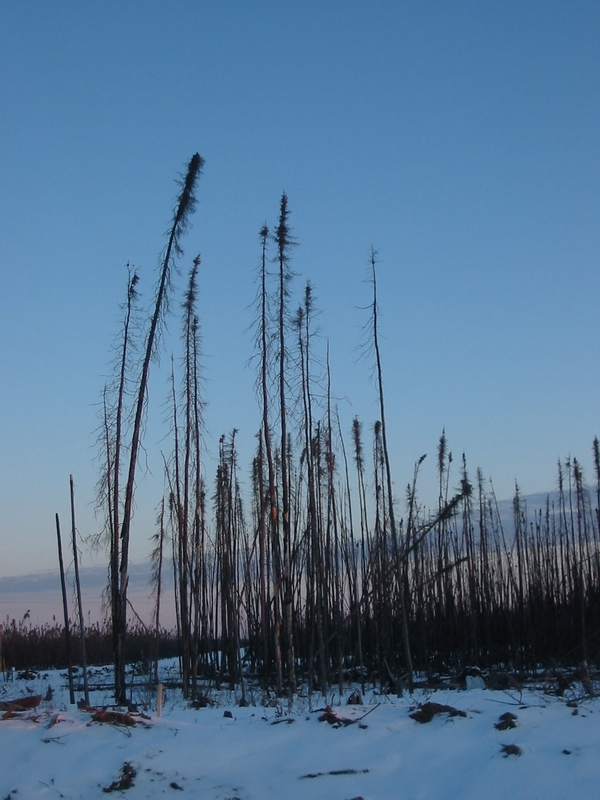
Muskeg-taiga met zwarte spar (Picea mariana)
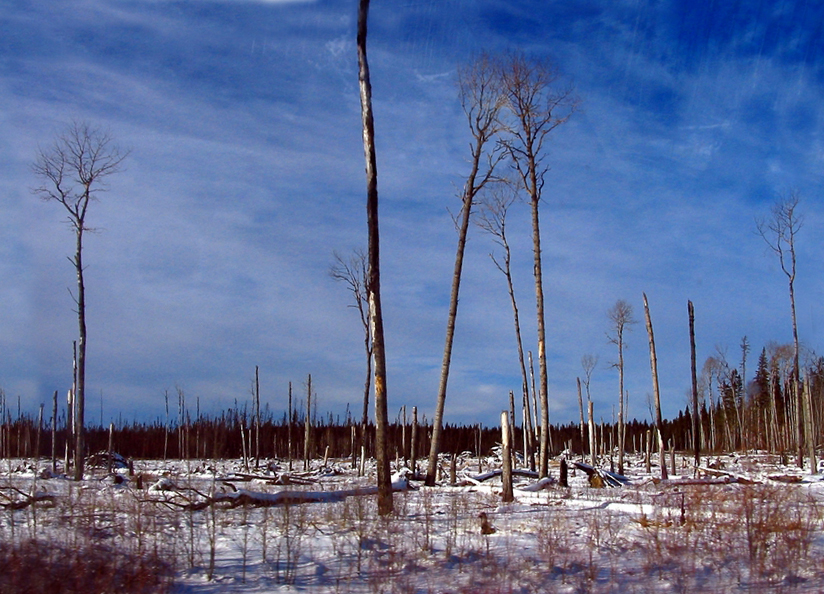
Muskeg-taiga met dode populieren